# Collmorter
Collmorter és un poble del municipi de Castell de Mur, abans del 1972 del terme municipal de Mur, agregat aquell any al nou municipi, juntament amb Guàrdia de Tremp.

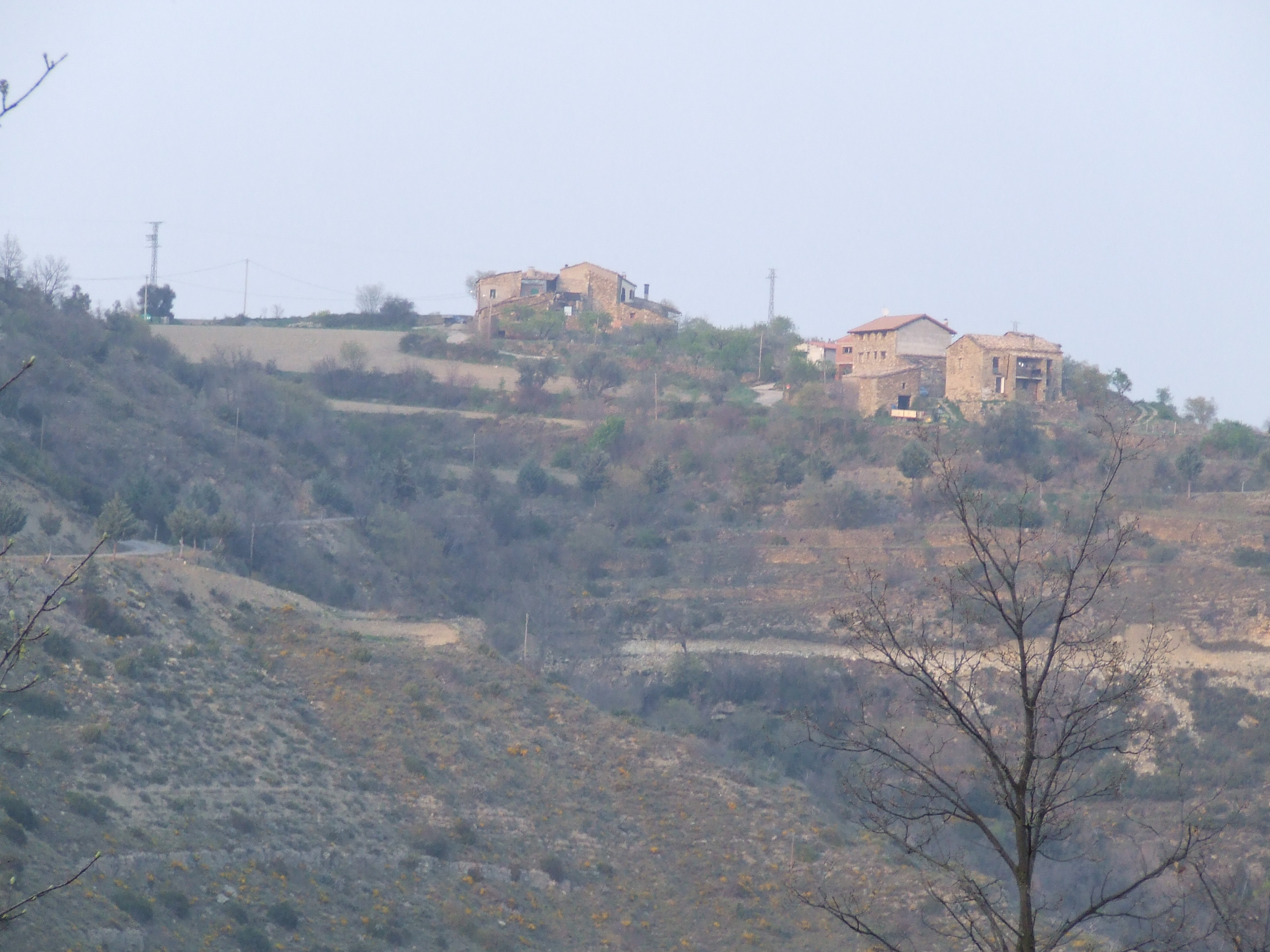
El poble des de prop de Santa Llúcia de Mur

No ha estat mai un poble gaire gros: Pascual Madoz hi passà a mitjan segle xix, i hi situa només quatre cases habitades. Vers el 1900 hi són registrats 14 edificis, amb 43 habitants. El moment que s'hi coneixen més pobladors és el 1960, quan hi consten 25 persones censades. Actualment és un poble bàsicament de segona residència, ja que l'única casa que roman oberta és Cal Soldat, pel fet de fer de casa d'allotjament rural.
Malgrat la seva situació a una alçada notable, Collmorter gaudeix, sobretot al nord i a ponent, de camps de conreu, com el Tornall, el Tros de Gassó, la Colomina i les Cornelles i una masia fora del nucli del poble, la de Cal Franxo.
Així mateix, la seva posició en un coll de muntanya fa que davallin cap als dos vessants diverses llaus i barrancs, com la llau de les Calcilles, que baixa cap al nord, el barranc de Collmorter, cap al nord-est, o diversos barrancs curts i dreturers que aflueixen en el barranc de Mur, al sud.
A mig camí entre els dos grans castells de la contrada, el de Mur i el de Guàrdia, però a llur mateixa alçada, una de les coses destacables de Collmorter és l'esplèndida panoràmica sobre la Conca de Tremp que ofereix.
La capella de Casa Francisco pot haver estat l'església primitiva del lloc, dedicada a sant Miquel.

## Etimologia
Joan Coromines afirmà que "Collmorter" és la forma catalana que procedeix del collem mortuorium medieval; és a dir, el pujol mortuori. Possiblement en aquest lloc es dreçava el cementiri primitiu de Mur, al lloc conegut com el Tros de Gassó.